# Ананьєв Олексій Степанович
Олексій Степанович Ананьєв (рос. Алексей Степанович Ананьев; нар. 1927, Богородськ, Московська губернія, РРФСР — пом. ?) — радянський футболіст, півзахисник. Тренер. Майстер спорту СРСР.

## Життєпис
У 1984-1952 роках грав у чемпіонаті Естонської РСР за талінський клуб Балтійського флоту. Учасник розіграшів Кубка СРСР 1951 та 1952 років, у складі клубу – володаря Кубка ЕРСР. У першості СРСР дебютував  1953 року в складі КБФ, який після чотирьох турів був замінений «Калевом». 1954 року перейшов у команду класу «Б» БОФ (Севастополь). Наступного року клуб у перехідних матчах поступився «Спартаку» (Станіславу) і в сезоні 1956 років брав участь у чемпіонаті Української РСР. Наступні шість сезонів знову провів у севастопольському клубі у класі «Б». У 1960-х — 1970-х роках працював тренером у команді КФК «Металіст» (Севастополь). Тренер СКФ у 1965 році. Старший тренер команди класу «Б» «Авангард» Краматорськ (1966-1967).